# Музей української гармоніки (Жашків)
Музей української гармоніки («Дім гармоніки») — тематичний музей, присвячений музичному інструменту гармоні в місті Жашкові Черкаської області; оригінальне зібрання артефактів про і власне зразків музичних інструментів; унікальний музейний заклад, як для України.
Заклад є приватною ініціативою аматора й збирача гармоні Івана Сухого. 
Розташований за адресою:
вул. Соборна, буд. 60, м. Жашків (Черкаська область) - 19 200.
Керує закладом незмінно Іван Іванович Сухий.

## З історії закладу
Жашківський музей гармоні був відкритий У 2006 році, на честь 15-річчя незалежності України і 15-річчя творчої діяльності зразкового дитячого ансамблю гармоністів. Ініціатором створення, засновником і активним й натхненним поповнювачем експозиції є заслужений працівник культури України Іван Сухий .

## Експозиція та її формування
Іван Сухий одержує артефакти, пов'язані з гармонікою, з усіх куточків України: історичні фотографії, листи з розповідями про людей, які все життя присвятили грі на цьому інструменті, власне самі гармоніки.
Перший історичний подарунок музею зробив відомий баяніст, професор Київської консерваторії Володимир Бесфамільнов — набір з 20 міні-гармошок, яким уже понад 80 років, що став не лише окрасою музею, а на них навчаються грати юні гармоністи.
Відтак наразі (кінець 2010-х) у музеї зібрано цікавий матеріал про історію побутування та розвиток гармоніки в Україні. У музеї виставлена експозиція різних видів гармоні, в тому числі і саморобних. Загалом нараховується 160 гармонік (дані на літо 2011 року). Найстаріший експонат музею — інструмент 1890 року, а найунікальніший — гармонь, складена з сірників: створив її жашківчанин Богдан Сенчуків за 4 місяці, використавши 18 тисяч сірників. Є також 3 гармоніки першого російського гармоніста Петра Невського та інструмент отамана Нестора Махна.
В музейній експозиції також — стенди й підбірки «Гармоністи-лауреати міжнародного конкурсу Кубок Кривбасу», «Вони починали з гармоні», «Гармонь у їхньому житті», «Що ми знаєм про гармонь». 
Унікальність жашківської музейної кімнати гармоні в тому, що до кожного експонату можна торкнутися руками, спробувати заграти. Має вагу і те, що заняття дитячого ансамблю гармоністів проводяться в цій же кімнаті, відтак діти долучаються до творення закладу.

## Цікаві факти
- Жашківський «Дім гармоніки» був занесений до книги рекордів України як єдиний своєрідний багатофункціональний музей[4];
- Будучи єдиною у своєму роді в Україні, музейна кімната гармоні в Жашкові має «побратимів» за рубежем: музеї гармонік в Росії (м. Москва), Польщі (м. Білосток), Німеччині (м. Клінгенталь).